# Ambohimahazo
Ambohimahazo is een plaats en commune in Madagaskar, behorend tot het district Manandriana dat gelegen is in de regio Amoron'i Mania. Een volkstelling schatte in 2001 het inwonersaantal op ongeveer 10.000. 
De plaats biedt enkel lager onderwijs en beperkt middelbaar onderwijs aan. 45% van de bevolking werkt als landbouwer, 45% houdt zich bezig met veeteelt en 5% verdient zijn brood als visser. De belangrijkste landbouwproducten zijn rijst, bonen, mais, maniok en zoete aardappelen. Verder is 5% actief in de dienstensector.

## Geboren
- Fidelis Rakotonarivo (1956), bisschop